# Şinasi Dikmen
Şinasi Dikmen (* unbekannt (offizielles Datum 5. Januar 1945) in Çakırgümüş bei Ladik, Provinz Samsun, Türkei) ist ein deutscher Schriftsteller und Kabarettist türkisch-tscherkessischer Abstammung. Zusammen mit Muhsin Omurca gründete er 1986 das erste deutsch-türkische Kabarett Knobi-Bonbon.

## Werdegang
Danach war er an noch weiteren Kabarett-Gründungen beteiligt, z. B. an der Gründung der KÄS in Frankfurt am Main.
Zunächst hatte sich Dikmen, der Ende der 1970er Jahre Hospitant am Ulmer Theater war, wo er unter anderem in Botho Strauß Groß und klein auch schauspielerte, als Buchautor und satirischer Schriftsteller betätigt, lernte allerdings 1983 und 1984 durch Gastauftritte in der Fernsehsendung Scheibenwischer mit Dieter Hildebrandt und in der Münchner Lach- und Schießgesellschaft den Reiz des öffentlichen Auftritts als Kabarettist kennen, wie er auch die größere Publikumswirksamkeit eigener Texte in der kleinkünstlerischen Aufführung erkannte („Die visuelle Kunst hat mehr Wirkung als das Lesen“). Diese Erkenntnis führte letztlich 1986 zur Gründung des ersten Kabaretts türkischstämmiger Migranten Knobi-Bonbon, an der auch der Theaterregisseur Ralf Milde beteiligt war. Das Thema der türkischen Integration in Deutschland steckt bereits in Kabarett-Titeln wie Vorsicht, frisch integriert (1985) oder Du sollst nicht türken! von 1997.
Von Dikmen, der seit 1972 in Deutschland lebt, erschienen bis heute mehrere Bücher mit Satiren, z. B. Hurra, ich lebe in Deutschland (1995), Wir werden das Knoblauchkind schon schaukeln (1983) oder Integrier Dich, Opa! (2008). Außerdem schreibt Dikmen Glossen für diverse Zeitungen und Zeitschriften.
Als Schriftsteller gilt er für die Entwicklung der deutschsprachigen Literatur der türkischen Minderheit in Deutschland insofern als bedeutend, weil von ihm die ersten Veröffentlichungen stammen, die dem Bereich der Satire zuzuordnen sind.
Zu seinen selteneren umfangreicheren Auftritten im Fernsehen in den letzten Jahren gehörte die Teilnahme an der Jubiläumssendung Der Ultimative Religions--Check der ARD-Sendung Horizonte (2012).
Dikmen ist Mitglied des PEN-Zentrums Deutschland und Gründungsmitglied des PEN Berlin.

## Auszeichnungen (Auswahl)
- Deutscher Kleinkunstpreis 1988 für Knobi-Bonbon-Kabarett
- Journalistenpreis der IG Metall 1991
- Kulturpreis Skyline der SPD 2003

## Werke
- Wir werden das Knoblauchkind schon schaukeln. Express-Edition, Berlin 1983
- Der andere Türke. Express-Edition, Berlin 1986
- Hurra, ich lebe in Deutschland. Piper, München 1995
- Integrier Dich, Opa! Stories vom Erfinder des deutsch-türkischen Kabaretts. Conte-Verlag, Saarbrücken 2008, ISBN 978-3-936950-81-6

## Weblink
- Literatur von und über Şinasi Dikmen im Katalog der Deutschen Nationalbibliothek